# Дун Сянь
Дун Сянь (кит. трад. 董賢, упр. 董贤, пиньинь Dǒng Xián, 23 — 1 гг. до н. э.) — китайский чиновник времён империи Хань.

## Биография
О ранних годах Дун Сяня ничего не известно. К моменту восхождения на престол императора Сяоай-ди (7 г. до н. э.) он занимал при дворе мелкую секретарскую должность «лан» (郎). В 4 году до н. э., когда ему исполнилось 19 лет, он имел чиновничий ранг «шичжун» (侍中) и занимал должность смотрителя конюшен «фума дувэй» (駙馬都尉).
С 4 года до н. э. Дун Сянь стал императорским фаворитом; предполагается, что между ним и императором была гомосексуальная связь. Дун Сянь всегда сопровождал императора за пределами дворца, получал от него большие суммы денег, жена Дун Сяня получила беспрецедентное право свободного входа во дворец и выхода из дворца, а сестра Дун Сяня стала императорской наложницей с рангом, уступающим лишь императрице. Отец Дун Сяня — Дун Гун — стал министром снабжения дворца. По приказу императора императорский архитектор выстроил для Дун Сяня резиденцию напротив дворца, которая была столь роскошной, что сама напоминала императорский дворец. Император давал Дун Сяню лучшее оружие из императорской оружейной и драгоценности из императорской сокровищницы, а место для будущей могилы Дун Сяня было выбрано по правую руку от будущей могилы самого императора.
В 3 году до н. э. император решил дать Дун Сяню дворянский титул «хоу», но не мог найти подходящего повода. Тогда Фу Цзя, принадлежавший к клану бабушки императора, разработал план, в соответствии с которым Сифу Гун и Сунь Чун через евнуха Сун Хуна донесли, что дунпинский князь Лю Юнь занимается колдовством. Князь был разжалован в простолюдины и совершил самоубийство, а император заявил, что о заговоре сообщил не Сун Хун, а Дун Сянь, и дал Дун Сяню, Сифу Гуну и Сунь Чуну титулы «хоу».
Многие чиновники пытались убедить императора не награждать и не продвигать фаворита, но император очень резко реагировал на нападки на своего любовника, и те, кто пытался выступить с подобными предложениями, расставались с должностями, а то и с жизнью; среди пострадавших были главный министр Ван Цзя (был арестован и совершил самоубийство), командующий обороной столицы Уцзян Лун (был смещён с должности), главный дворцовый секретарь Чжэн Чун (умер в тюрьме), губернатор столичной провинции Сунь Бао (потерял пост за то, что вступился за Чжэн Чуна), командовавший войсками дядя императора Дин Мин (друг Ван Цзя, ушёл в отставку).
Когда в конце 2 года до н. э. умер от болезни Вэй Шан, сменивший Дин Мина на посту командующего вооружёнными силами, император сделал 22-летнего Дун Сяня главнокомандующим войсками и ответственным за оборону столицы, причём всех шокировало то, что текст указа о назначении на должность копировал обороты из указа, которым мифический император Яо передал трон императору Шуню.
Несмотря на назначении на высокий пост, Дун Сянь продолжал повсюду сопровождать императора и не занимался положенными этим постом делами. Многие члены клана Дун также получили должности при дворе.
В 1 году до н. э. император неожиданно скончался, не имея наследника. На смертном одре он пожелал передать трон Дун Сяню, но сановники проигнорировали императорскую волю. Дун Сянь, будучи главнокомандующим вооружёнными силами, имел большую власть, но его парализовало известие о смерти любовника, а Великая вдовствующая императрица Ван (мать приёмного отца покойного императора) не стала терять времени: она пришла в императорский дворец, похитила императорскую печать, и передала командование императорской гвардией от неспособного действовать Дун Сяня своему племяннику Ван Ману. Ван Ман поручил императорскому секретариату издать приказ о смещении Дун Сяня, обвинив его в том, что тот не прислуживал императору, когда он болел. Дун Сяню было запрещено входить во дворец, а на следующий день он был лишён всех постов. Той же ночью Дун Сянь и его жена совершили самоубийство, и были быстро захоронены, но Ван Ман велел эксгумировать тела и перезахоронить их в тюрьме. Клан Дун был изгнан в провинцию Гуандун, а их имущество было конфисковано в императорскую казну.
Отношения между императором Сяоай-ди и Дун Сянем привели к появлению в китайском языке выражения «страсть отрезанного рукава» (斷袖之癖), ставшего иносказательным обозначением гомосексуальных отношений. Утверждается, что однажды, когда император и Дун Сянь спали в одной постели, император, проснувшись, обнаружил, что Дун Сянь спит на рукаве императорского одеяния. Чтобы не побеспокоить сон любимого, император отрезал рукав своей одежды, и лишь потом встал.  Дун Сянь изображена в У Шуан Пу (無雙 譜, Таблица несравненных героев) Цзинь Гуляна.